# Айрапетьянц, Эрван Шамирович
Эрванд Шамирович Айрапетьянц (17 февраля 1906, Эдиша — 29 марта 1975, Ленинград) — советский физиолог, специалист в области высшей нервной деятельности, доктор биологических наук, профессор, заслуженный деятель науки РСФСР, заведующий кафедрой физиологии высшей нервной деятельности ЛГУ. Ученик Быкова К. М. и Ухтомского А. А. Разработчик проблем взаимосвязи коры мозга с внутренними органами. Лауреат премии АН СССР им. Павлова.

## Биография
В 1922 году, в шестнадцать лет, поступил в Ташкентский университет. После перерыва из-за службы в армии — служил в Туркестанской стрелковой дивизии в качестве военного следователя, в 1924 поступает в ЛГУ.
В 1928 году Айрапетьянц окончил биологическое отделение физико—математического факультета. В 1931 году был в командировке в Германии. В период войны был в рядах РККА, работал в эвакогоспитале.
В 1943 году его назначают начальником лаборатории Санитарно—медицинского института и в том же году (с мая до демобилизации в августе 1944 года) он становится преподавателем Военно—Медицинской академии в г. Кирове.
В 1949 году получил Павловскую премию за изучение высшей нервной деятельности и физиологии.
В 1950—1954 годах выполнял обязанности заместителя директора по научной части Института физиологии имени И. П. Павлова, и в это время, и после, заведуя лабораторией физиологии.
С 1956 и до конца жизни заведовал кафедрой физиологии функций нервной системы.
Ряд исследований, проводимых Айрапетьянцем с сотрудниками, был посвящен проблеме пластичности нервной системы и как одному из её конкретных выражений—проблеме компенсации. Эти исследования проводились при сочетании методики условных рефлексов с различными способами выключения рецепции.

#### Научные труды
Автор более 200 научных трудов, среди которых монографии и брошюры, учебные пособия и статьи, рецензии и многочисленные научные доклады.

## Награды
- Орден Отечественной войны II степени[8]
- Орден Трудового Красного Знамени
- Медаль «За трудовую доблесть»[2]
- Премия АН СССР им. Павлова[4]
- Медаль «За оборону Ленинграда»
- Медаль «За победу над Германией в Великой Отечественной войне 1941—1945 гг.»[9]